# Isarwerk 1
Das Isarwerk 1 ist ein Laufwasserkraftwerk an der Isar in München. Es ist das älteste noch betriebene Isarkraftwerk in München. Betreiber des Kraftwerks sind die Stadtwerke München. Das Gebäude ist als Baudenkmal in die Bayerische Denkmalliste eingetragen.

## Lage

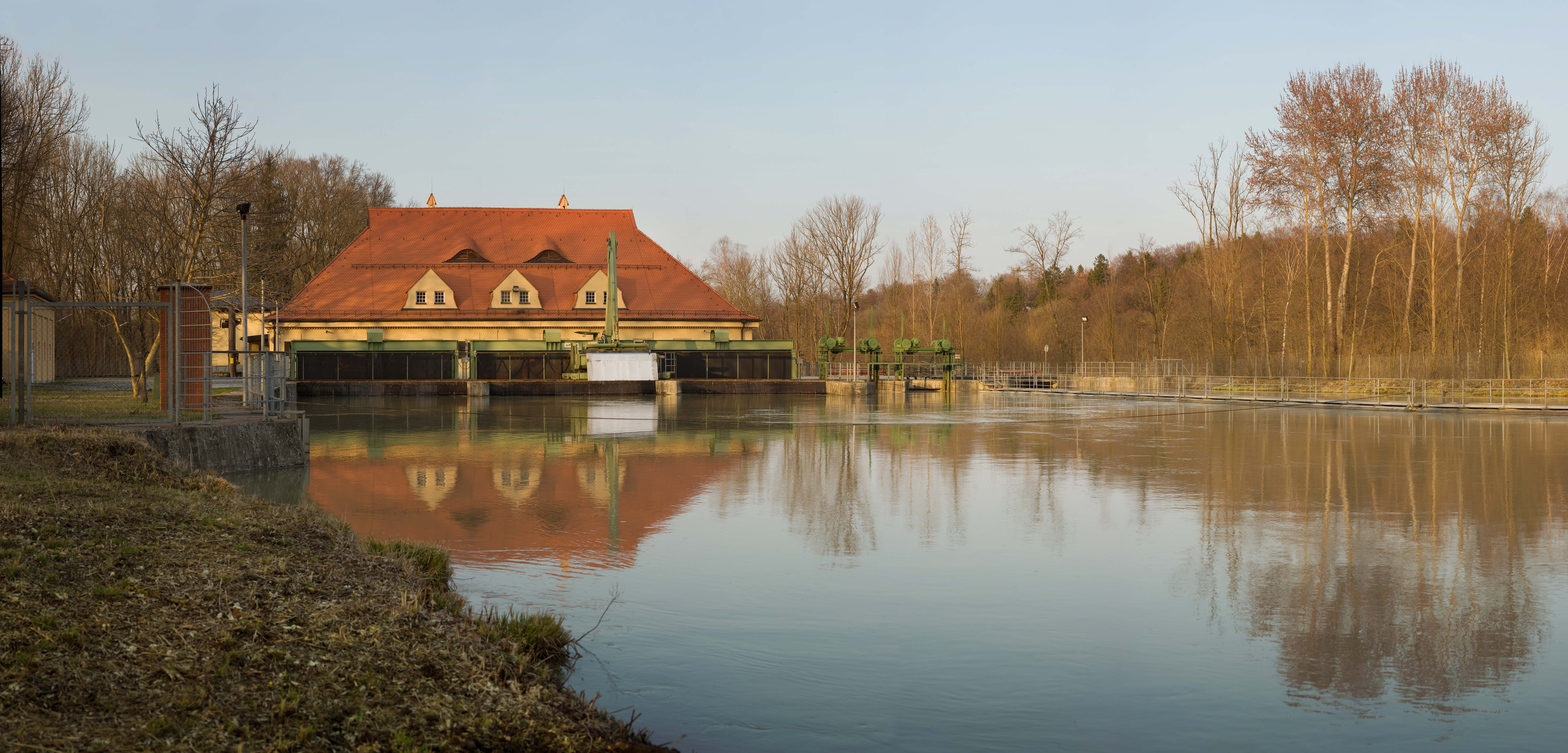
Zulauf an der Südseite

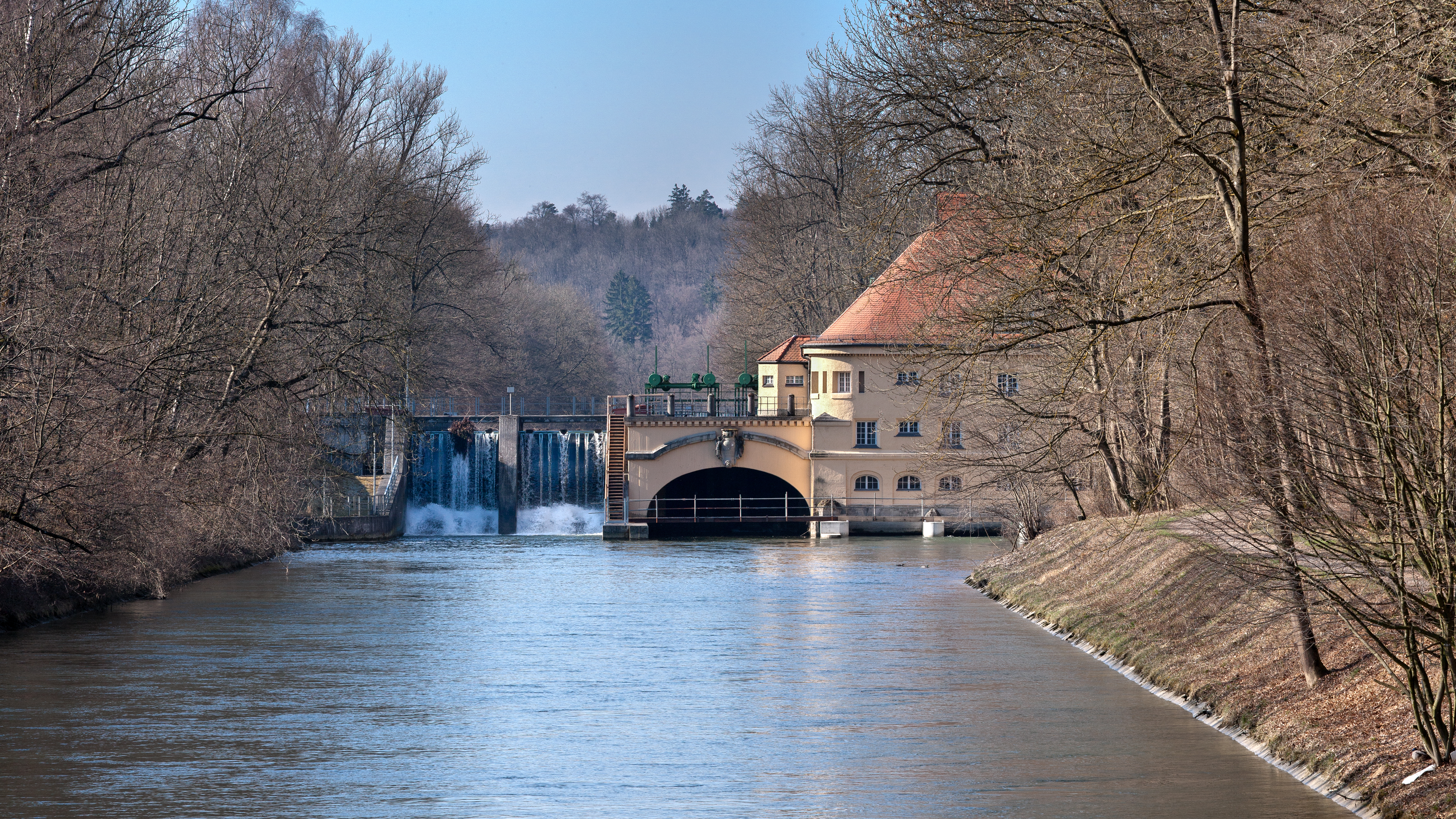
Ablauf an der Nordseite

Das Kraftwerk liegt im Münchner Stadtteil Thalkirchen. Es liegt nicht direkt an der Isar, sondern an dem westlich der Isar verlaufenden etwa 12 km langen Isar-Werkkanal, der bei Buchenhain aus der Isar ausgeleitet wird und bei der Braunauer Eisenbahnbrücke wieder in die Isar mündet. Kurz stromaufwärts wird aus diesem Werkkanal noch der Floßkanal ausgeleitet, der zu der etwas stromabwärts des Kraftwerks gelegenen Floßlände führt. Ebenfalls kurz stromaufwärts des Kraftwerks liegt der Hinterbrühler See, der sein Wasser aus dem Werkkanal bezieht.

## Geschichte
Das Kraftwerk wurde 1906 bis 1908 als erstes städtisches Elektrizitätswerk Münchens nach Plänen von August Blössner erbaut. Die vorhandenen Francis-Turbinen stammen aus dem Jahr 1915. Das Kraftwerk wurde 1999 vollautomatisiert und wird ab 2021 erweitert.

## Beschreibung
Die elektrische Leistung wird durch drei Francis-Doppelzwillingsturbinen und drei Schenkelpol-Synchrongeneratoren erzeugt, von denen jeder 800 kW liefert. Diese vorhandenen Francis-Turbinen werden nach 2022 durch eine neue Kaplan-Turbine mit einem Laufraddurchmesser von zwei Metern ersetzt. Die Leistung soll dann 2,6 MW betragen.